# Elezioni presidenziali in Iran del 2013
Le elezioni presidenziali in Iran del 2013 si sono tenute il 14 giugno. I risultati hanno visto la vittoria del riformista Hassan Rouhani al 1º turno con il 50.71% dei voti. Il sindaco di Tehran Mohammad Bagher Ghalibaf è arrivato secondo, raccogliendo il 16.56% dei consensi. Più di 36.7 milioni di iraniani hanno votato, pari al 72.71% degli aventi diritto.

## Contesto

### Candidature
La registrazione delle candidature ha avuto luogo dal 7 all'11 maggio 2013.
In seguito, i candidati sono stati sottoposti al vaglio del Consiglio dei Guardiani che, il 21 maggio, ha approvato otto candidature. I candidati approvati sono stati giudicati da molte fonti occidentali, quali la BBC News, in massima parte esponenti conservatori essendo stati esclusi dalla consultazione i più rilevanti candidati riformisti, tra i quali l'ex presidente Akbar Hashemi Rafsanjani.
Nonostante ciò, l'opposizione riformista è riuscita comunque a compattarsi su due candidati moderati Hassan Rouhani e Mohammad Reza Aref, appoggiati rispettivamente dagli ex presidente Rafsanjani e da Mohammad Khatami
In seguito, due degli otto candidati approvati hanno scelto autonomamente di ritirarsi: Aref si è ritirato in favore di Rouhani il 10 giugno; Gholam-Ali Haddad-Adel ha rinunciato il giorno seguente per compattare il frammentato fronte dei conservatori.

### Candidati ammessi
| Nome                     | Partito                                                        | Slogan                                      | Passato politico |
| ------------------------ | -------------------------------------------------------------- | ------------------------------------------- | --- |
| Mohammad Bagher Ghalibaf | Popolazione del Progresso e della Giustizia dell'Iran Islamico | Cambiamento, Vita, Persone Un glorioso Iran | Ghalibaf è stato sindaco di Tehran dal 2005. Ha preso parte alla Guerra Iran-Iraq. In seguito divenne amministratore delegato della Khātam al-Anbiyā, una società di ingegneria controllata dal Corpo delle guardie della rivoluzione islamica e anche comandante della Niru-ye Havayi-ye Artesh-e Jomhuri-ye Eslami-e Iran, nel 1996. Nel 2000, divenne capo delle forze di polizia iraniane. Fu anche candidato alle Elezioni presidenziali in Iran del 2005.                                   |
| Mohammad Gharazi         | Indipendente                                                   | Governo contro l'inflazione                 | Gharazi è stato Ministro del Petrolio dal 1981 al 1985 e Ministro della Comunicazione dal 1985 al 1997. È stato membro del parlamento iraniano dal 1980 al 1984 e governatore del Khūzestān dal 1979 al 1980. |
| Said Jalili              | Fronte della Stabilità della Rivoluzione Islamica              | Hayat-e-Taiba                               | Dal 2007 Jalili è stato segretario del Supremo consiglio per la sicurezza nazionale e quindi negoziatore nucleare principale dell'Iran. In precedenza è stato viceministro degli affari esteri dal 2005 al 2007. |
| Mohsen Rezaee            | Fronte di Resistenza dell'Iran Islamico                        | Saluta la vita                              | Rezaee è stato segretario del Consiglio per il Discernimento dal 1997. Dal 1981 al 1997 è stato comandante principale del Corpo delle guardie della rivoluzione islamica. Ha corso per la presidenza due volte, nel 2005 e nel 2009. |
| Hassan Rouhani           | Partito della Moderazione e dello Sviluppo                     | Governo di prudenza e speranza              | Rouhani è membro dell'Assemblea di esperti dal 1999, è a capo del Centro per la ricerca strategica dal 1992 e fa parte del Consiglio per il Discernimento dal 1991. Dal 1989 è anche membro del Supremo consiglio per la sicurezza nazionale; è stato segretario del consiglio e quindi negoziatore nucleare principale dell'Iran dal 1989 al 2005. Rouhani è stato membro del parlamento iraniano dal 1980 al 2000, ricoprendo anche il ruolo di vicepresidente del parlamento dal 1992 al 2000. |
| Ali Akbar Velayati       | Fronte dei Seguaci della Linea dell'Imam e del Leader          | Governo di complementarità                  | Velayati è stato ministro degli affari esteri dal 1981 al 1997 e viceministro della sanità dal 1980 al 1981. È stato membro del Parlamento dal 1980 al 1981. |

### Candidati ammessi ma ritirati durante la campagna elettorale
I seguenti due candidati si sono iscritti alle elezioni e le loro candidature sono state approvate dal Consiglio dei Guardiani della Costituzione, ma hanno ritirato le loro candidature durante la campagna elettorale.
| Nome                   | Partito                                       | Slogan                                                                | Passato politico | Sostegno               |
| ---------------------- | --------------------------------------------- | --------------------------------------------------------------------- | --- | ---------------------- |
| Mohammad-Reza Aref     | Omid Iranian Foundation                       | Mezzi di sussistenza, vita decente e onesta con dignità e razionalità | Aref è stato il primo vicepresidente dell'Iran dal 2001 al 2005 nel secondo mandato di Mohammad Khatami. In precedenza ha ricoperto l'incarico di Ministro delle tecnologie informatiche e della comunicazione e capo dell'Organizzazione di Pianificazione e Gestione nel primo gabinetto di Khatami. È inoltre ingegnere elettronico e professore all'Università di Teheran e alla Università di Sharif. Ha ritirato la sua candidatura l'11 giugno per fornire al campo riformista maggiori possibilità di vittoria. | Hassan Rouhani         |
| Gholam-Ali Haddad-Adel | Società dei Devoti della Rivoluzione Islamica | Nessuno                                                               | Haddad-Adel, un parlamentare iraniano che ha presieduto il parlamento dal 2004 al 2008, è stato uno dei candidati della Progression Alliance. È stato anche presidente dell'Accademia della lingua e della letteratura persiana. Si è ritirato il 10 giugno a favore del campo conservatore. | Candidati conservatori |

### Candidati ammessi ma ritirati prima della campagna elettorale
I seguenti candidati si sono iscritti alle elezioni e le loro candidature sono state approvate dal Consiglio dei Guardiani della Costituzione, ma hanno ritirato le loro candidature prima della campagna elettorale:
- Masoud Pezeshkian, Membro del Parlamento (dal 2008) (sostegno a Akbar Hashemi Rafsanjani)[22]
- Javad Etaat, Membro del Parlamento (2000–2004) (sostegno a Akbar Hashemi Rafsanjani)[23]
- Ali Akbar Javanfekr, amministratore delegato di IRNA (2010–2013) (sostegno a Esfandiar Rahim Mashaei)[24]
- Mohammad-Reza Rahimi, VicePresidente (2009-2013) (sostegno a Esfandiar Rahim Mashaei)[25]
- Ramin Mehmanparast, Vice ministro degli affari esteri (2010–2013) (sostegno a Mohammad Bagher Ghalibaf)[25]
- Mohammad-Hassan Aboutorabi Fard, Vicepresidente del Parlamento (2010–2011) (sostegno a Manouchehr Mottaki)[26]

- Sadeq Khalilian, Ministro dell'Agricoltura (2009-2013) (sostegno a Esfandiar Rahim Mashaei)[25]
- Mohammad Shariatmadari, Ministro del Commercio (1997–2005) (sostegno a Akbar Hashemi Rafsanjani)[27]
- Davoud Ahmadinejad, Capo della Commissione presidenziale (2005–2008) (sostegno a Ali Akbar Velayati)[23]
- Kamran Bagheri Lankarani, Ministro della Salute (2005–2009) (sostegno a Said Jalili)[28]
- Sadeq Vaeez Zadeh, Capo della National Elites Foundation (2006–2009) (sostegno a Mohammad Bagher Ghalibaf)[29]
- Alireza Ali Ahmadi, Ministro dell'Istruzione (2006–2009) (sostegno a Mohammad Bagher Ghalibaf)[25]

### Candidati non ammessi
I seguenti candidati si sono registrati per l'elezione ma le loro candidature sono state respinte dal Consiglio dei Guardiani. Tutte e trenta le candidate sono state immediatamente squalificate per motivi costituzionali.
- Esfandiar Rahim Mashaei, Capo dello staff del presidente (2009-2012)[31]
- Manouchehr Mottaki, Ministro degli Affari Esteri (2005–2010)[12]
- Ruhollah Ahmadzadeh, Capo dell'organizzazione per i beni culturali (2011–2012)[32]
- Ali Fallahian, Ministro dell'Intelligence (1989–1997)[11]
- Parviz Kazemi, Ministro del Welfare e della sicurezza sociale (2005–2006)[25]
- Abulhassan Navab, Cancelliere della Università di Religioni e Valori (dal 1995)[33]
- Alireza Zakani, Membro del Parlamento (dal 2004)[34]
- Mohammad Saeedikia, Ministro dell'edilizia abitativa e dello sviluppo urbano (2005–2009)[35][36]
- Mohammed Bagher Kharrazi, Accademico[11]
- Ahmad Kashani, Membro del Parlamento (1980–1988)[37]

- Akbar Hashemi Rafsanjani, Presidente (1989–1997)[31]
- Tahmasb Mazaheri, Governor of Central Bank (2007–2008)[38]
- Mostafa Kavakebian, Membro del Parlamento (2004–2012)[39]
- Ebrahim Asgharzadeh, Membro del Parlamento (1988–1992)[40]
- Akbar A'lami, Membro del Parlamento (2000–2008)[41]
- Elias Hazrati, Membro del Parlamento (1988–2004)[40]
- Ghasem Sholeh-Saadi, Membro del Parlamento (1996–2008)[42]
- Hassan Sobhani, Membro del Parlamento (1996–2008)[43]
- Hooshang Amirahmadi, Analista accademico e politico[44][45]

### Sondaggi
| Fonte sondaggio                         | Data              | Voti totali | Jalili | Haddad | Rezaee | Rouhani | Aref | Gharazi | Ghalibaf | Velayati |
| --------------------------------------- | ----------------- | ----------- | ------ | ------ | ------ | ------- | ---- | ------- | -------- | -------- |
| Fonte sondaggio                         | Data              | Voti totali |        |        |        |         |      |         |          |          |
| IPOS (Iranian Elections Tracking Polls) | 3–6 giugno 2013   | 1,067       | 13.9%  | 4.4%   | 16.8%  | 8.1%    | 5.8% | 0.7%    | 39.0%    | 11.5%    |
| IPOS (Iranian Elections Tracking Polls) | 5–8 giugno 2013   | 1,067       | 14.8%  | 4.5%   | 16.4%  | 9.6%    | 6.8% | 2.6%    | 34.1%    | 11.3%    |
| IPOS (Iranian Elections Tracking Polls) | 7–10 giugno 2013  | 1,067       | 16.5%  | 3.5%   | 16.0%  | 14.4%   | 8.4% | 2.7%    | 27.1%    | 11.4%    |
| IPOS (Iranian Elections Tracking Polls) | 8–11 giugno 2013  | 1,067       | 13.7%  | 1.3%   | 16.3%  | 26.6%   | 5.1% | 1.5%    | 24.8%    | 10.4%    |
| IPOS (Iranian Elections Tracking Polls) | 9–12 giugno 2013  | 1,067       | 13.7%  | 0.6%   | 14.3%  | 31.7%   | 1.6% | 1.4%    | 24.4%    | 12.7%    |
| IPOS (Iranian Elections Tracking Polls) | 10–13 giugno 2013 | 1,067       | 12.6%  | N.D.   | 13.7%  | 38%     | N.D. | 1.4%    | 24.6%    | 9.7%     |

### Scrutini

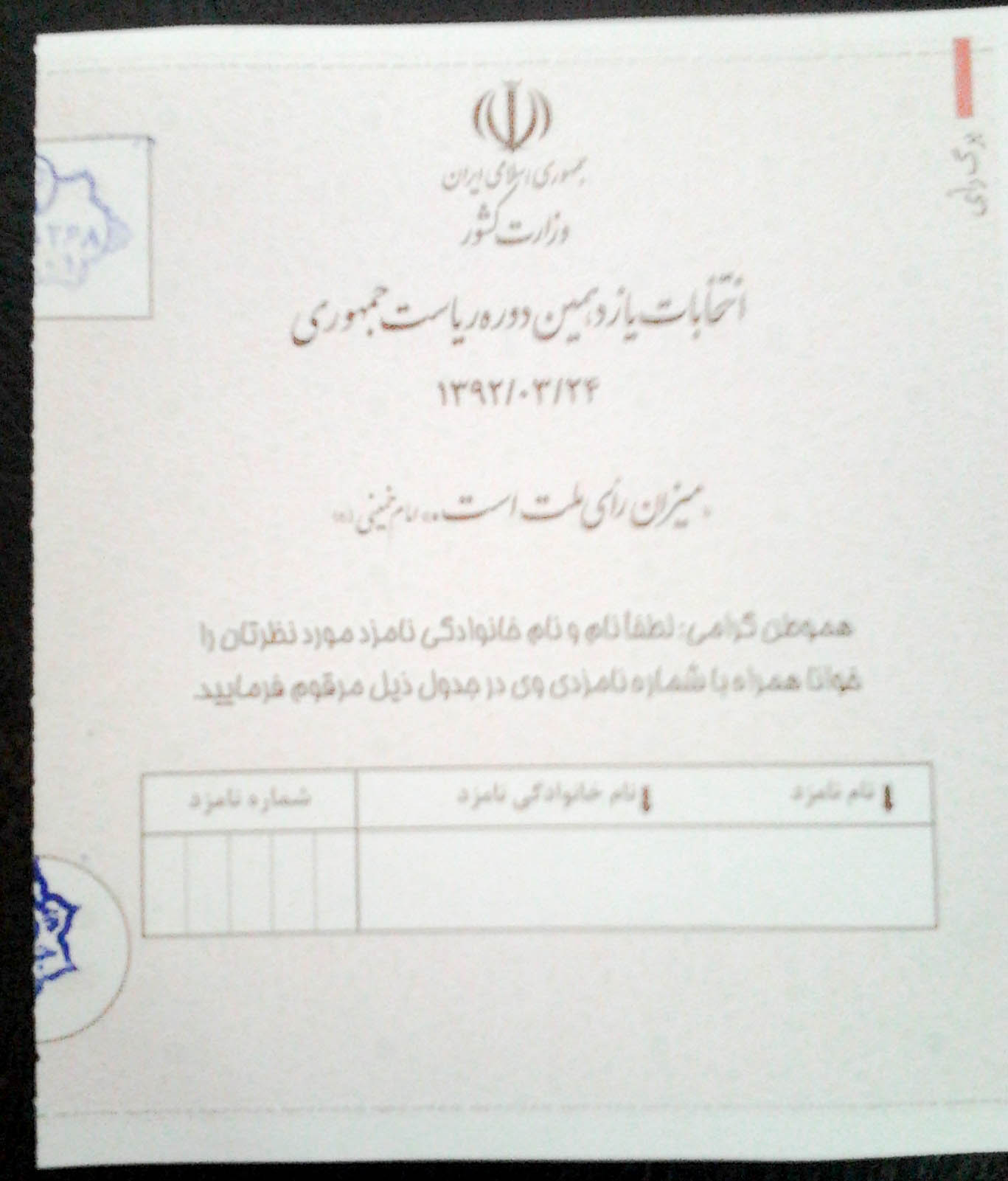
Scheda usata per l'elezione

Secondo il ministero degli interni sono 50.483.192 le persone con diritto di voto per il primo turno delle elezioni e oltre 66.000 i seggi dislocati in tutto il territorio nazionale, mentre i cittadini all'estero hanno potuto votare presso 285 seggi insediati nelle rispettive nazioni: la provincia di Tehran, la più popolata, presenta circa 17.000 seggi.

## Risultati
| Hassan Rouhani           | Partito della Moderazione e dello Sviluppo                     | 18 613 329 | 52,49 |  |  |  |  |  |
| Mohammad Bagher Ghalibaf | Popolazione del Progresso e della Giustizia dell'Iran Islamico | 6 077 292  | 17,14 |  |  |  |  |  |
| Sa'id Jalili             | Fronte della Stabilità della Rivoluzione Islamica              | 4 168 946  | 11,76 |  |  |  |  |  |
| Mohsen Rezai             | Fronte di Resistenza dell'Iran Islamico                        | 3 884 412  | 10,95 |  |  |  |  |  |
| Ali Akbar Velayati       | Fronte dei Seguaci della Linea dell'Imam e del Leader          | 2 268 753  | 6,40  |  |  |  |  |  |
| Mohammad Gharazi         | Indipendente                                                   | 446 015    | 1,26  |  |  |  |  |  |
| Totale                   | Totale                                                         | 35 458 747 | 100   |  |  |  |  |  |
|                          |                                                                |            |       |  |  |  |  |  |
| Voti non validi          | Voti non validi                                                | 1 245 409  | 3,39  |  |  |  |  |  |
| Votanti                  | Votanti                                                        | 36 704 156 |       |  |  |  |  |  |

### Risultati per provincia
| Provincia                | Rouhani   | Ghalibaf  | Jalili  | Rezaee  | Velayati | Gharazi | Fonte  |
| ------------------------ | --------- | --------- | ------- | ------- | -------- | ------- | ------ |
| Alborz                   | 519.412   | 213.904   | 105.372 | 84.633  | 77.354   | 12.226  | [ 51 ] |
| Ardabil                  | 384.747   | 98.294    | 44.441  | 59.524  | 40.531   | 8.386   | [ 52 ] |
| Azerbaigian Orientale    | 1.052.187 | 187.541   | 187.708 | 201.852 | 164.248  | 24.974  | [ 53 ] |
| Azerbaigian Occidentale  | 995.675   | 151.508   | 93.787  | 105.685 | 67.874   | 15.548  | [ 53 ] |
| Bushehr                  | 278.762   | 64.882    | 54.960  | 74.178  | 38.542   | 6.712   | [ 54 ] |
| Chahar Mahal e Bakhtiari | 155.884   | 43.201    | 38.600  | 211.101 | 21.693   | 4.034   | [ 54 ] |
| Fars                     | 1.292.943 | 247.642   | 309.929 | 211.801 | 135.425  | 23.343  | [ 54 ] |
| Gilan                    | 784.420   | 213.575   | 149.968 | 86.687  | 85.174   | 18.531  | [ 55 ] |
| Golestan                 | 546.132   | 158.668   | 78.863  | 46.125  | 74.400   | 10.399  | [ 56 ] |
| Hamadan                  | 451.810   | 139.835   | 138.414 | 80.340  | 69.770   | 11.378  | [ 57 ] |
| Hormozgan                | 414.444   | 69.277    | 122.954 | 64.270  | 48.743   | 11.356  | [ 58 ] |
| Ilam                     | 170.712   | 34.697    | 22.266  | 56.669  | 14.805   | 3.798   | [ 59 ] |
| Esfahan                  | 1.017.516 | 259.601   | 411.098 | 270.799 | 203.679  | 59.106  | [ 60 ] |
| Kerman                   | 856.001   | 222.529   | 215.605 | 69.082  | 64.215   | 14.104  | [ 61 ] |
| Kermanshah               | 545.762   | 153.388   | 61.745  | 100.643 | 39.673   | 8.317   | [ 62 ] |
| Khorasan Settentrionale  | 226.026   | 158.177   | 52.871  | 18.902  | 17.957   | 5.691   | [ 63 ] |
| Razavi Khorasan          | 498.002   | 442.071   | 222.971 | 53.915  | 74.781   | 16.193  | [ 64 ] |
| Khorasan Meridionale     | 192.446   | 101.713   | 103.382 | 14.582  | 15.185   | 5.053   | [ 65 ] |
| Khūzestān                | 675.492   | 117.977   | 196.446 | 921.570 | 78.488   | 15.251  | [ 66 ] |
| Kohgiluyeh e Buyer Ahmad | 128.108   | 17.886    | 24.629  | 144.809 | 11.696   | 1.343   | [ 63 ] |
| Kurdistan                | 438.294   | 75.456    | 49.696  | 30.999  | 17.963   | 7.045   | [ 67 ] |
| Lorestan                 | 410.700   | 100.394   | 63.833  | 237.952 | 41.368   | 6.621   | [ 68 ] |
| Markazi                  | 331.892   | 48.756    | 32.607  | 24.095  | 29.039   | 3.751   | [ 69 ] |
| Mazandaran               | 1.080.727 | 282.862   | 178.318 | 92.518  | 159.060  | 20.673  | [ 70 ] |
| Qazvin                   | 324.739   | 136.343   | 90.573  | 45.884  | 47.174   | 8.108   | [ 71 ] |
| Qom                      | 201.677   | 89.987    | 121.237 | 30.540  | 68.356   | 9.364   | [ 72 ] |
| Semnan                   | 157.133   | 87.598    | 55.987  | 14.541  | 26.499   | 5.051   | [ 73 ] |
| Sistan e Baluchistan     | 770.269   | 109.572   | 64.548  | 61.959  | 35.874   | 9.018   | [ 74 ] |
| Tehran                   | 2.385.890 | 1.266.568 | 336.557 | 550.348 | 316.592  | 61.893  | [ 75 ] |
| Yazd                     | 343.361   | 52.047    | 61.575  | 19.368  | 27.024   | 5.058   | [ 76 ] |
| Zanjan                   | 270.440   | 100.729   | 66.612  | 45.923  | 40.363   | 9.156   | [ 77 ] |

## Galleria d'immagini

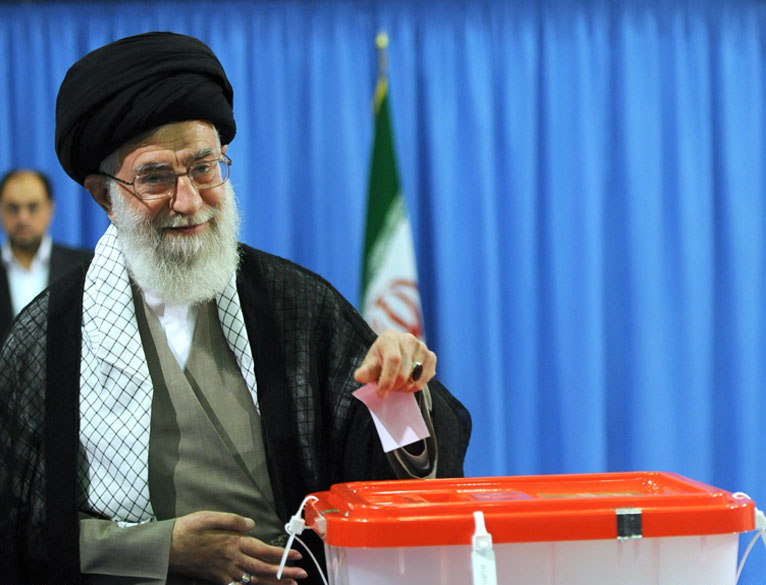
La Guida suprema dell'Iran inserisce il suo voto
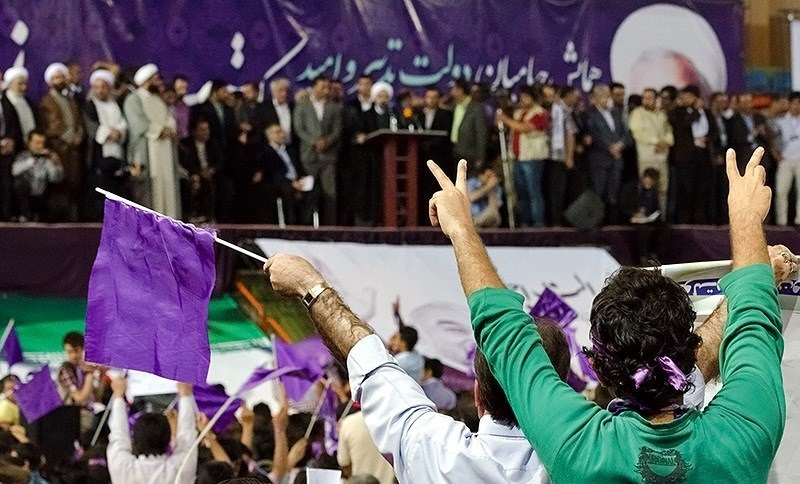
Sostenitori di Rouhani a Tabriz
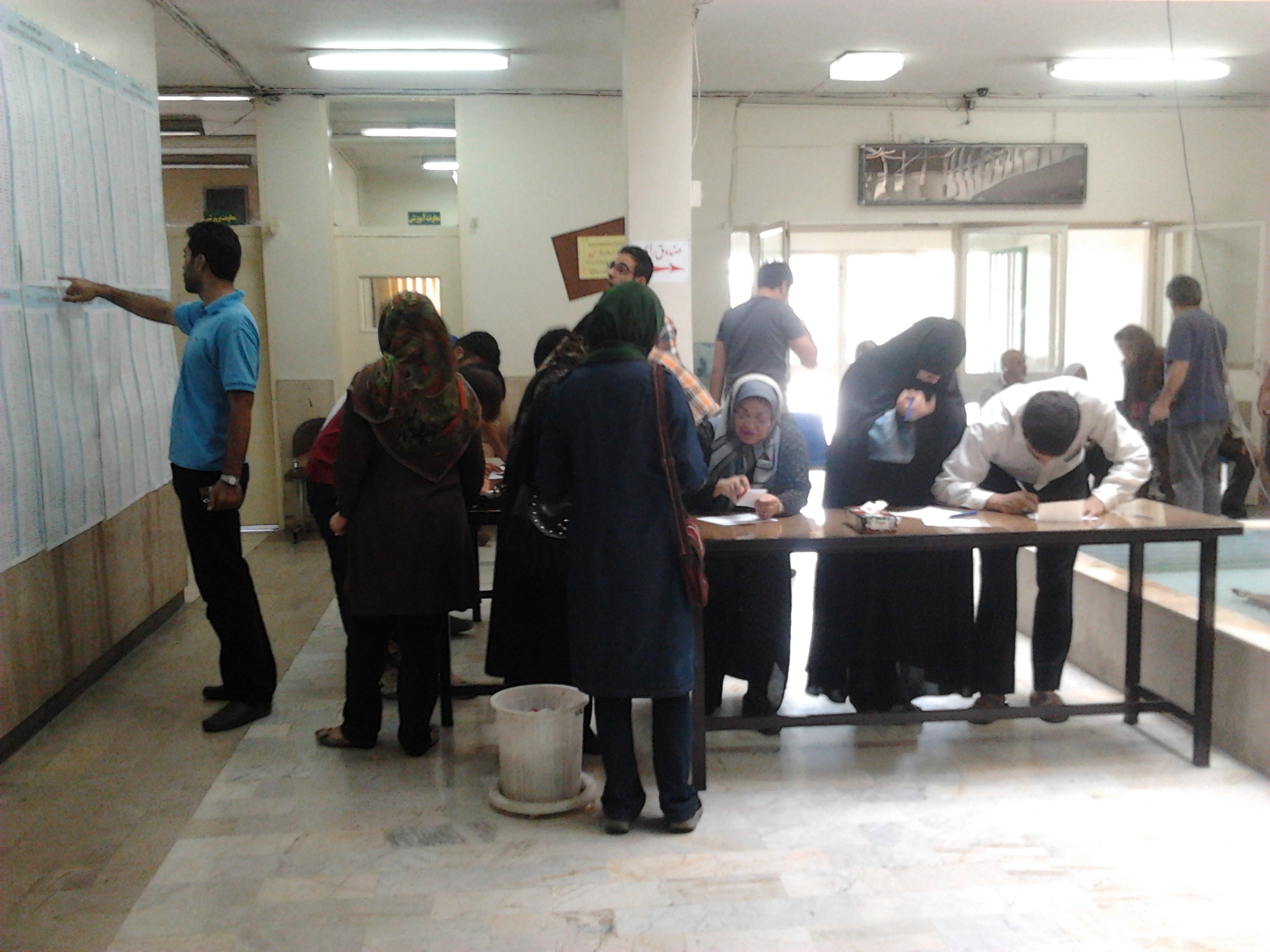
Elettori al voto
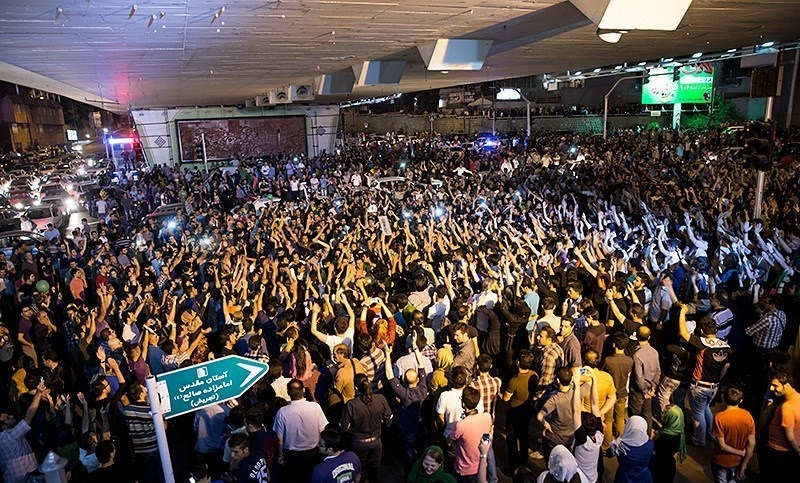
Sostenitori di Rouhani festeggiano dopo l'annuncio dei risultati

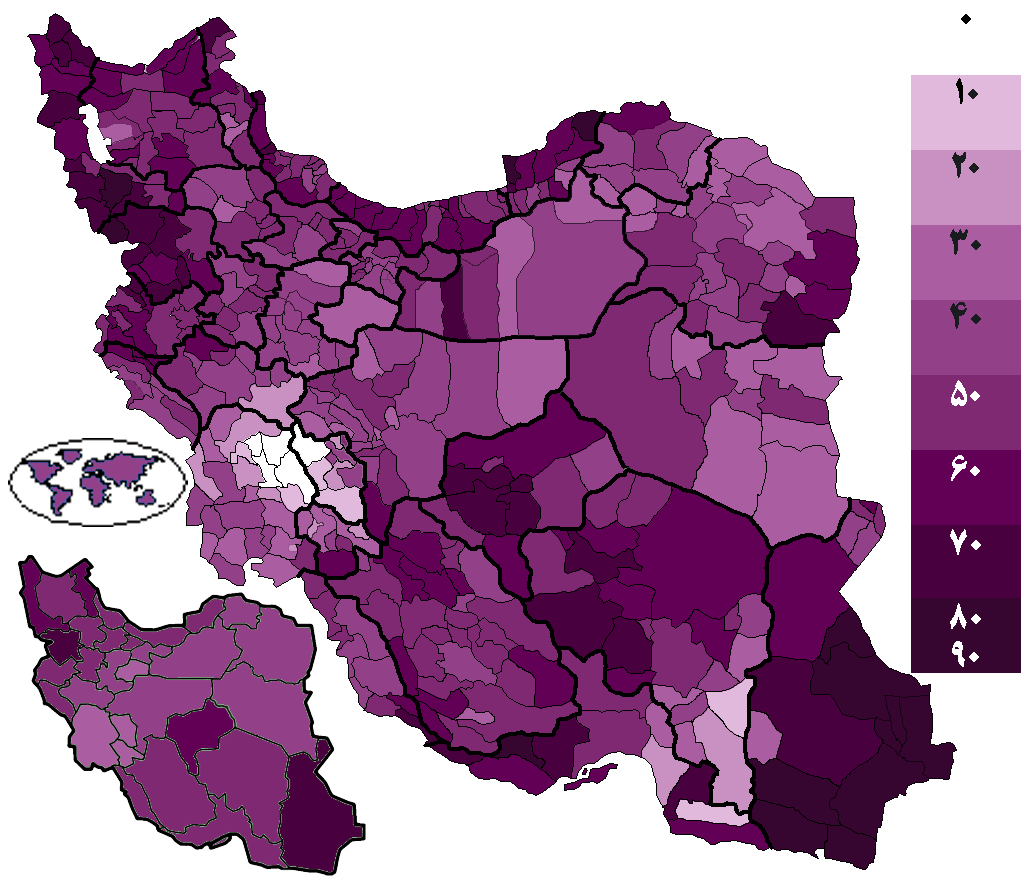
Voti ricevuti da Rouhani per provincia
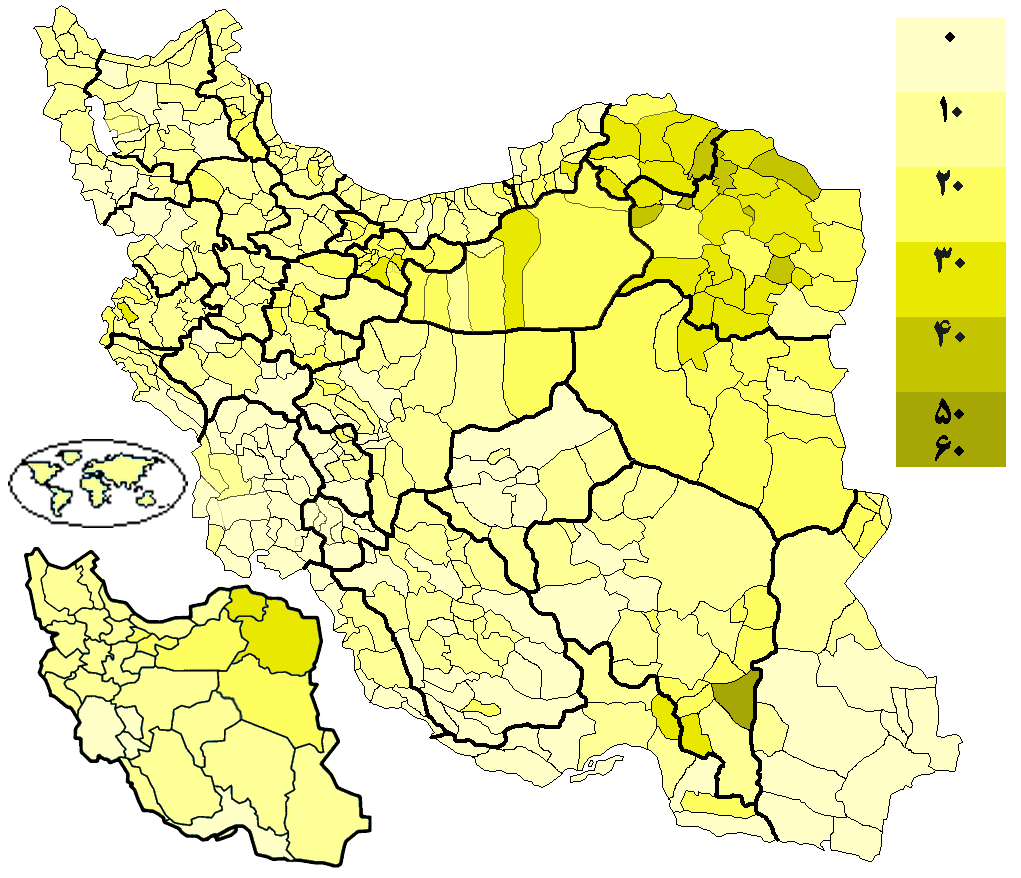
Voti ricevuti da Ghalibaf per provincia
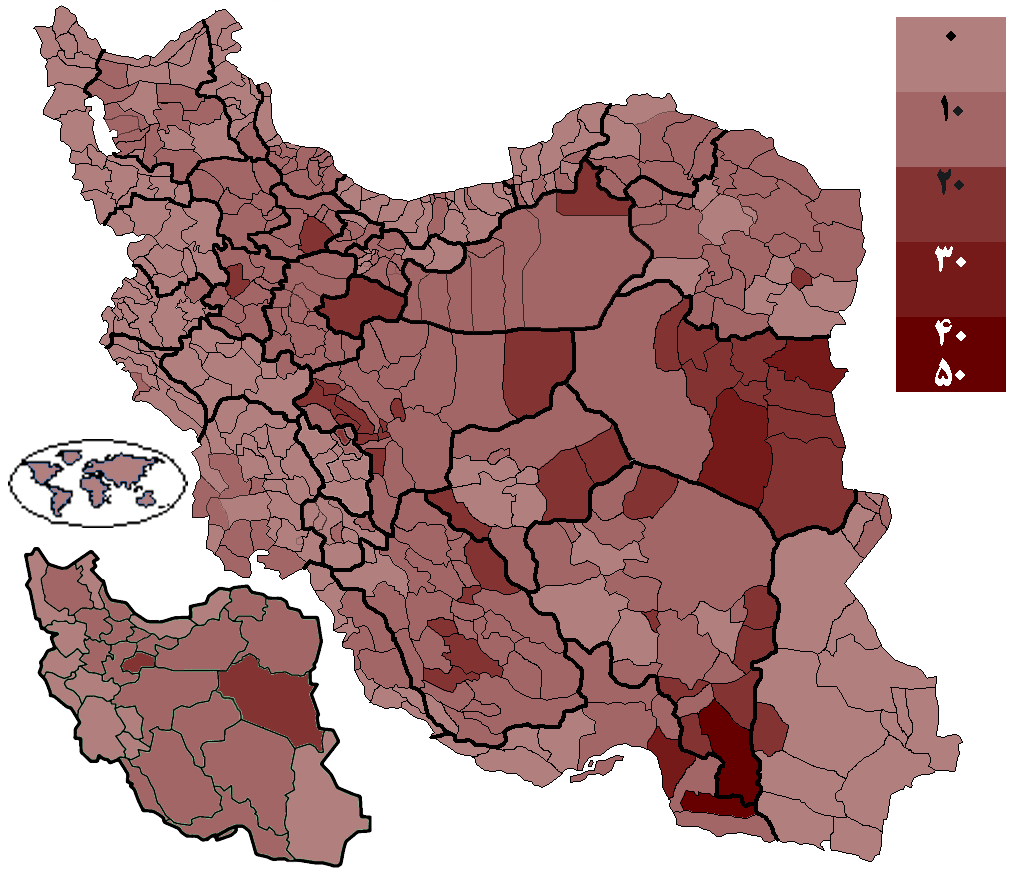
Voti ricevuti da Jalili per provincia
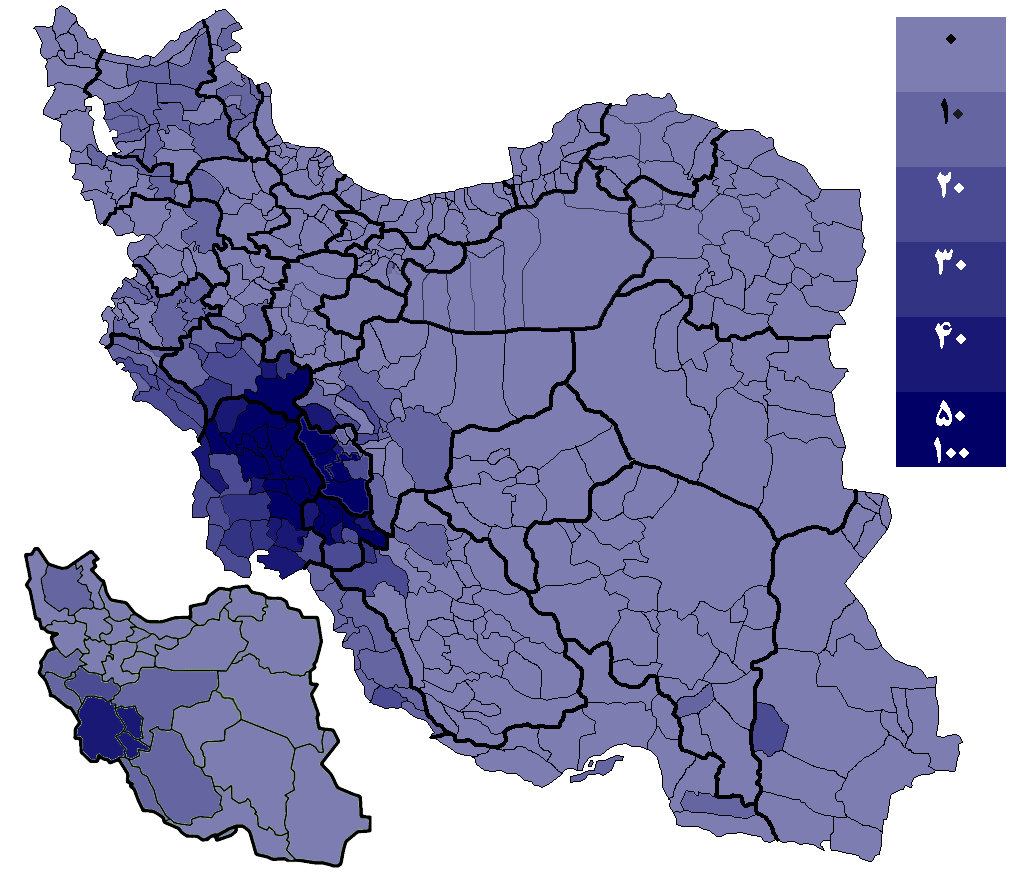
Voti ricevuti da Rezaee per provincia
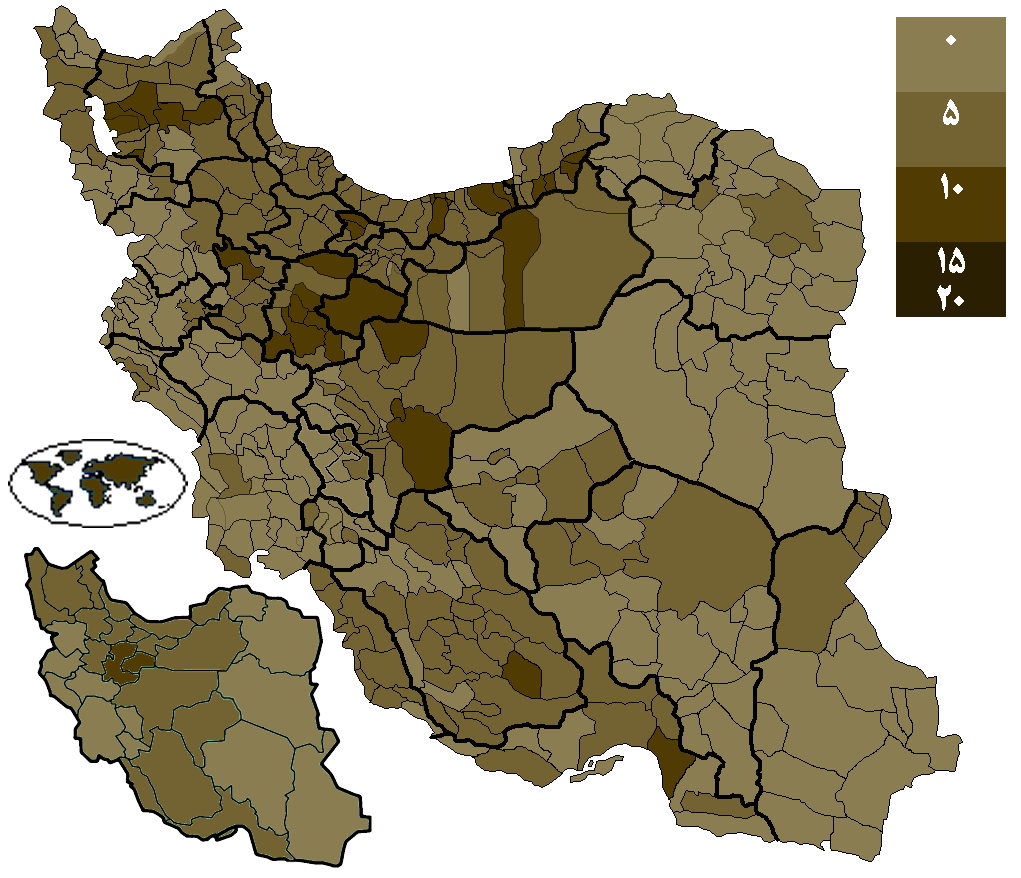
Voti ricevuti da Velayati per provincia